# 飢餓遊戲
《飢餓遊戲》（英語：The Hunger Games）是美國作家苏珊·柯林斯於2008年創作的反烏托邦小說。故事由住在未來的16歲少女凱妮絲·艾佛丁作第一視角展開。背景設置在北美洲的後末日國家施惠國，其中該國高度發展的首府都城對其他區域實行政治控制。「飢餓遊戲」是每年12行政區透過抽籤在每區挑選12至18歲男女各一名，來參加由電視進行實況轉播拼鬥至死的活動。
這本書獲得書評人和作家的正面好評，尤其是故事情節和角色塑造。在創作《飢餓遊戲》時，柯林斯使用希臘神話、羅馬角鬥士遊戲和當代真人秀作為主題內容。小說贏得加州青年讀者獎章等多個獎項，並被《出版者周刊》稱為2008年「年度好書」之一。
《飢餓遊戲》首版於2008年9月14日由學樂以精裝本形式出版，而蒂姆·奧布賴恩負責封面設計。除了紙本之外，它還以有聲和電子形式發行。這本書首刷20萬本，到2010年2月已賣出80萬本。《飢餓遊戲》出版後已翻譯成26種語言，並在38個國家地區販售。小說是《飢餓遊戲》三部曲的首部，而後兩部為《飢餓遊戲：星火燎原》和《飢餓遊戲：自由幻夢》。小說的改編電影於2012年上映，該片由蓋瑞·羅斯執導，而柯林斯參與了劇本創作和監製。

## 背景
柯林斯說她在頻繁切換電視頻道時啟發了創作《飢餓遊戲》的靈感。她在其中一個頻道看到人們參加真人秀，並在另一個看到伊拉克進攻的新聞鏡頭。兩者「以令人不安的形式交織在一起」，而書本的想法也萌生起來。柯林斯以希臘神話的忒修斯作為故事的主要基底，並稱凱妮絲為未來式的忒修斯，而羅馬角鬥士殊死搏鬥的遊戲提供小說整個架構。柯林斯父親在越南戰爭的經歷使她所產生的失落感，反映在故事中凱妮絲在故事開始5年前，也就是11歲時失去父親。柯林斯說雖然年輕角色的死亡和其他「陰暗文章段落」是創作書本時最困難的部分，但是她承認這些段落對於故事來說是必要的。她認為凱妮絲在想過去的快樂時光的情節會使自己更加愉快。

## 故事情節
在一場未知的大災變之後，施惠國建立在北美洲的廢墟上，首都都城透過剝削附近12个行政區的自然資源和人力而變得富有。第12區原為阿巴拉契亞，是煤礦豐富的區域，而都城則位於洛磯山脈。過去第13區曾起義反抗都城，但因失敗而被消滅，作為對此事的懲罰，剩下的12個行政區每年都要透過抽籤在每區挑選12至18歲男女各一名來參加「飢餓遊戲」，遊戲中這些「貢品」要在戶外場地互相廝殺，直到剩下一個為止。
故事是以第12區的16歲少女凱妮絲·艾佛丁的視角敘述，她替代12歲的妹妹櫻花草自願參加第74屆飢餓遊戲。男性貢品為比德·梅爾拉克，他是凱妮絲曾經的同學，並有一次在她家人挨餓時從自家麵包店偷拿麵包給他們吃。在前往都城參加遊戲的前幾天，飢餓遊戲中12區唯一存活的勝利者及酒鬼導師黑密契·阿勃納西、監護人艾菲·純克特和一些造型師給予他們要增加公眾認知來取得贊助商青睞的建議，他們可能會在遊戲中輸送增加存活機率的禮物。凱妮絲的造型師秦納為凱妮絲和比德設計特殊服飾，使他們面向公眾時可以與其他貢品分開。在遊戲製作人所設計的能力評估時，凱妮絲意外拿下全場最高分。同時，來自第11區的12歲嬌小女孩小芸（Rue）在訓練過程中一直跟著凱妮絲和比德。在遊戲的前一天，比德在凱薩·富萊克曼的電視訪問時坦露他對凱妮絲的長期單戀，她一開始感到震驚，並相信這是增加贊助商的花招，但之後接受這是真誠的告白。黑密契接著以「命運多舛的戀人」的形象來宣傳兩人。
遊戲開始，貢品在場地各處利用武器和物資進行搏鬥，近半數在最初的血洗中被殺害。凱妮絲無視黑密契一開始的建議，拿了物資便馬上逃走並差點死去，但她透過訓練有素的狩獵和生存技巧躲進樹林中逃過一劫。幾天後，凱妮絲被一場人造火驅使到其他地方。她被「職業性」貢品和似乎投靠他們的比德注意到，並將其逼到一棵樹上。匿藏在附近樹上的小芸偷偷告訴凱妮絲砍下「殺人蜂」蜂窩讓蟲子飛出。牠們的毒液螫死了其中一名職業玩家以及驅散了其他人，但凱妮絲也被螫到，並開始產生幻覺。看似背叛凱妮絲的比德返回原地並非殺害凱妮絲，而是叫她逃走。凱妮絲之後與小芸結盟，但是當凱妮絲破壞玩家的物資時小芸被其他貢品殘忍殺害。凱妮絲用弓箭把殺手擊斃，並在小芸死後陪伴在身旁，將花灑在她屍體周圍以示對都城的反抗。小芸的行政區送給凱妮絲一條麵包作為感謝。
遊戲製作人宣布改變規則，允許同一地區可以有兩名優勝者。凱妮絲找到受傷的比德（他之後坦白與玩家結盟是為了保護凱妮絲）並治療他，表現出戀愛女孩的樣子以獲取禮物。當遊戲製作人運送每位參賽者最需要的東西時，凱妮絲冒著生命風險為比德取得藥物。她被其中一位職業性貢品克拉芙（Clove）攔截，克拉芙對於小芸的死感到毫無憐憫並嘗試殺掉凱妮絲，但是遭到第11區男性貢品打麥（Thresh）殺害，並看在小芸的面子上放過凱妮絲。藥物救了比德一命，他們在接下來的時間一起狩獵來獲取食物。
凱妮絲和比德成為最後兩名倖存者，但遊戲製作人為了追求戲劇性的決賽而廢除改變的規則，逼迫其中一人殺掉另一位。為了反抗，凱妮絲準備與比德共同服下毒「漿果」。遊戲製作人意識到他們打算自殺，而這樣將使遊戲不會有任何贏家，於是宣布凱妮絲和比德共同勝出。雖然他們以情侶身分受到英雄式的歡迎，但是黑密契警告凱妮絲都城可能對於她的反抗採取行動。隨著回到第12區，比德明白凱妮絲的行為是為了博取同情而算計好的策略，因此他感到心碎。然而，凱妮絲不確定自身（對比德）的情感和未來。

## 主題

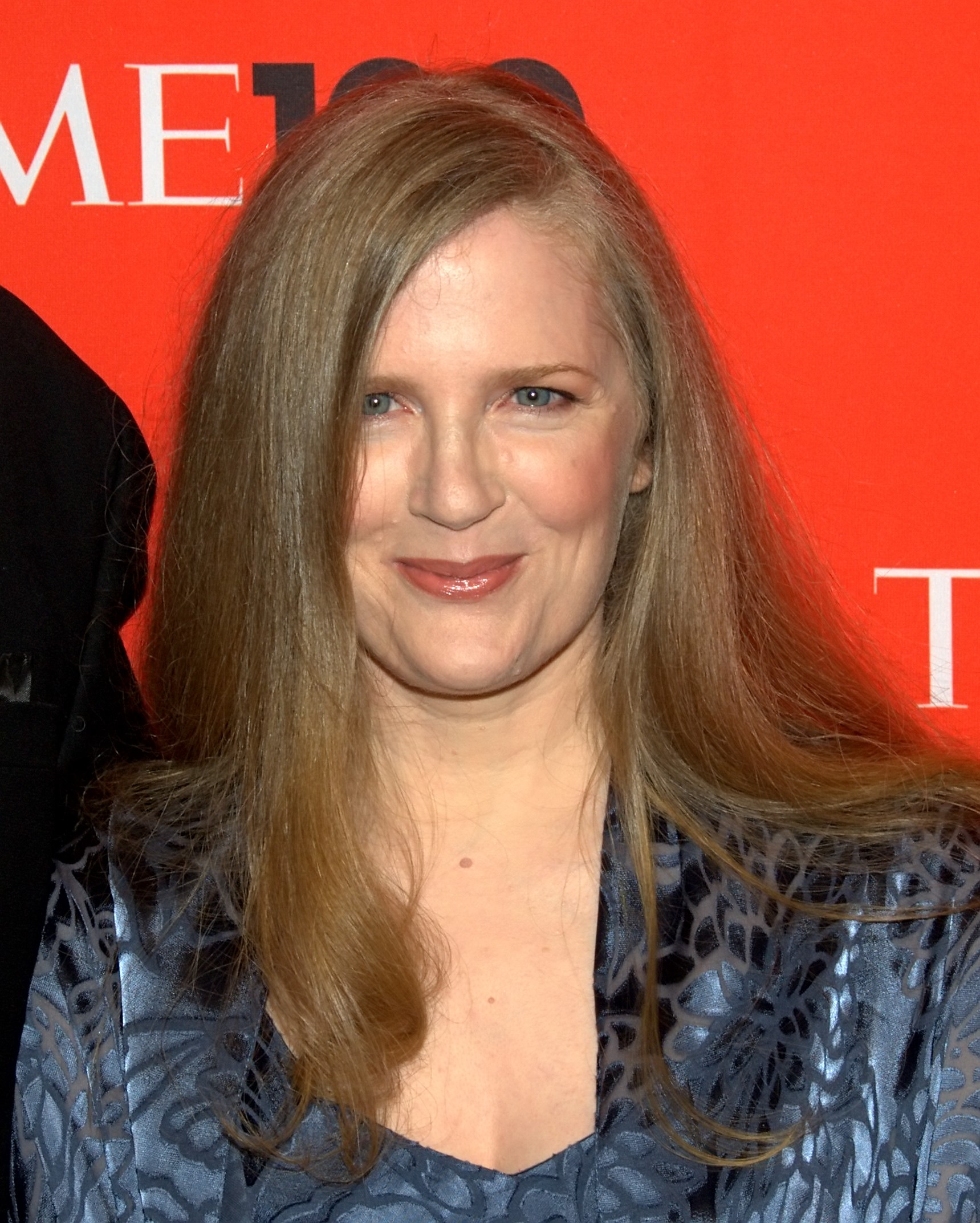
2010年的《飢餓遊戲》作家苏珊·柯林斯

柯林斯在接受訪問時提到小說「是探討赤貧、飢餓、壓迫和戰爭所帶來的影響等問題」。小說講述了施惠國人民在面對各自行政區和必須參加的飢餓遊戲而在自我保護中掙扎求生。遊戲場地內外的市民的挨餓和對於物資的需求形成一種無助的氛圍，而主角嘗試在這場生存決鬥中去戰勝它。由於凱妮絲需要狩獵為家人提供糧食，當中所練成的技能可以有利於在遊戲中發揮（例如對弓箭的熟練程度），而面臨威脅生命的情況則表現在她反抗都城的規則上。關於遊戲的主題與流行文化相似，《娛樂周刊》的達倫·法兰尼奇（Darren Franich）寫道，小說「是對真人電視秀進行深刻諷刺」，而角色秦納則「幾乎像法西斯主義版的參賽者，利用凱妮絲的裝束為媒介來表達有潛在危險的想法」。
角色做的決定和行使的策略常常從道德上講比較複雜。貢品塑造了一些他們想讓觀眾從遊戲中看到的個性。圖書館雜誌《青少年主張之聲》稱《飢餓遊戲》的主要主題為「政府控制、老大哥和自我獨立」。出版商學樂指出三部曲關於權利與衰落的主題與莎士比亞的《凱撒大帝》相似。《紐約客》的勞拉·米勒（Laura Miller）認為作者所提出的故事前提——為在多年前起義反抗都城的失敗來進行宣傳以及「令人感到恥辱且備受折磨的懲罰」——是令人信服的。她寫道，「你不可能透過將主要人物變成明星以及執導他們如何為大眾製作具有感染力的性格而使他們洩氣及變得毫無人性。」然而，故事主題如果是關於高中和「青少年社會閱歷」的人生浮沉會更加好。她接著寫道，
「規則是隨意且無法理解，而主題則是突然改變。殘酷等級制度的盛行，使富有、好看和強壯的人以他們的優勢對其他人發號施令。為了生存，你必須弄虛作假。成年人看起來並不明白這個賭注有多高。你（貢品）的生命可能會結束，但他們卻當這些只是一些『階段』！每一個人都時刻關注著你，仔細端詳著你的裝束或者朋友，並著迷於你在做愛或者吸毒或者獲得足夠好的成績，但是沒人在乎你到底是誰或者對事情的真正感覺。」
《華盛頓時報》的唐納德·布雷克（Donald Brake）和牧師安迪·朗福德（Andy Langford）認為故事有著基督教的主題，例如自我犧牲，當中凱妮絲換了妹妹的位置就類似耶穌為世人贖罪而替代犧牲。布雷克與另一位評論家艾米·辛普森（Amy Simpson）都認為還包含了關於希望的主題，並以「凱妮絲妹妹櫻花草的正直美德」為例子。在遊戲中，「耶穌形象」的比德·梅爾拉克在警告凱妮絲逃亡後被刺傷，接著被掩埋到地裏並放進山洞三天，最後壽命被延長而得以存活。辛普森指出這件事與耶穌受難相似。另外，因為故事中比德給凱妮絲一整條麵包使女孩和她家人不再挨餓，所以辛普森認為整部《飢餓遊戲》有使用基督教意象生命的糧。

## 出版歷史
在寫完小說之後，柯林斯為3本書與學樂簽了一份資金達6位數的合約。《飢餓遊戲》的第一版於2008年9月14日在美國以精裝本形式出版，它的初始印刷曾為5萬本，後提高至20萬本。截至2010年2月，這本書已賣出80萬本，並在全球38個國家地區授權發售。幾個月後，這本書於2010年7月以平裝本形式出版。《飢餓遊戲》於2008年11月進入《紐約時報》暢銷書榜，並在榜上連續維持超過百週。隨著《飢餓遊戲》的改編電影於2012年3月上映，這本書就以1750萬銷量在《紐約時報》暢銷書榜維持135個連續週。
小說是《飢餓遊戲》三部曲的首部曲，之後兩部續集為《飢餓遊戲：星火燎原》和《飢餓遊戲：自由幻夢》。2012年3月，《飢餓遊戲》電影上映期間，學樂據報印刷了2600萬本《飢餓遊戲》三部曲，包括電影綁定版。《飢餓遊戲》和續集以電子書形式的銷量十分不俗。苏珊·柯林斯是首位在Amazon Kindle電子書擁有百萬銷量的兒童或青少年作家，使她成為第6位進入「Kindle百萬俱樂部」的作家。2012年3月，亞馬遜宣布柯林斯是Kindle電子書有史以來銷量最高的作家。
《飢餓遊戲》的有聲書版於2008年12月出版。它總長11小時14分鐘，由負責閱讀。雜誌《AudioFile》說：「卡洛琳·麥考密克給出了詳盡和令人全神貫注的解說。然而，她可能過度依仗讀散文的強項，而沒有給出年輕人聽者享受的戲劇效果」。《學校圖書館學報》也稱讚這本有聲書，稱「麥考密克得心應手地給出了一系列精采紛呈的配音，而凱妮絲每一個恐懼和力量，以及她注定被被其中一位同場貢品有著越來越大的吸引力都十分突出」。
蒂姆·奧布賴恩設計的封面包含了一隻金色的「學舌鳥」（mockingjay）——這種虛構的鳥是雌性仿聲鳥和進行基因修飾的雄性反舌鳥」（jabberjay）的雜交種——以及刻在圓圈中的一支箭。這是描繪自凱妮絲走進戰場所佩帶的別針，而它是第12區市長的女兒瑪姬·昂德西所贈送。封面圖像與小說中所描述的「它就像如果有人手工設計了一隻小金鳥，並在它周圍附上一個環。那隻鳥唯一連結環的就是翅膀尖」相符，除了那支箭以外。

## 專業評價
《飢餓遊戲》獲得書評人的好評。約翰·葛林在《紐約時報》的評論中寫道小說有著「出色的情節設計和完美的節奏」，而「小說（這些）相當重要的優點來自於柯林斯有說服力且詳盡的世界建設以及她那令人難忘的複雜結構和極吸引人的女主角」。然而，他還提到這本書雖然寓言性十足，但有時沒能意識到情節可以給出托寓的潛力，而這使作品「描述了故事情節，但僅此而已」。《時代雜誌》也給予正面評價，稱它「是本令人不寒而慄、血腥和非常恐怖的書」，並讚賞這就是所謂暴力的「催眠」特質。在《娛樂週刊》的評論中給這本書B級，將閱讀體驗比做「在本地八居室的大廳裏的動態射擊電玩。你知道這不是真的，但是你還是不斷想多玩一局」。然而，他稱書中有「顯露出作者使用小孩比成人更快接受的捷徑」，而三角戀就是這種類型的通用模式。《學校圖書館學報》的伊莉莎白·伯德（Elizabeth Bird）稱讚這本小說，說它「輪番展現刺激、酸楚、具有思想性和歎為觀止」，並稱它為2008年好書之一。《書目雜誌》也給出正面評價，稱讚書中包含的角色暴力行為和戀情。《科克斯書評》給予正面評價，稱讚它的緊湊情節和架空世界，但指出「初始印刷極差的审稿會使細心的讀者分心，實在是奇恥大辱」。系列小說的作家雷克·萊爾頓稱它是他讀過「最接近完美的冒險小說」。系列小說的作家在個人網站認可這本書，並說：「我真的癡迷於這本書……《飢餓遊戲》太驚人了」。
《飢餓遊戲》獲得了許多獎項和榮譽。它被列進《出版者周刊》2008年「年度好書」之一和《紐約時報》「2008年引人注目的兒童書」。它是2009年金鴨獎青少年小說範疇的贏家。《飢餓遊戲》還與共同贏得部落格文學獎奇幻和科幻書。它是《學校圖書館學報》的「2008年好書」之一和2008年「書目雜誌編輯首選」。2011年，這本書贏得加州青年讀者獎章。在學樂的《親子》雜誌2012年版，《飢餓遊戲》被列為第33位最佳童書，並贏得「最令人激動的結局」獎。小說是有史以來在Kindle最高銷量的前5名圖書。然而，小說引起了家長界的爭議。它因「不適合的年齡群」和「暴力成份」而排在美國圖書館協會2010年最常被質疑的圖書第5名。
《飢餓遊戲》與高見廣春1999年小說《大逃殺》的相似之處受到關注。柯林斯澄清說她「在我的書呈交前從未聽過該書和該作者。在當時，我耳聞此事，然後，我問編輯應該要去閱讀它嗎？他說：『不，我不想那個世界影響你。你就繼續做，你正在做的事情！』」《紐約時報》的蘇珊·多米纳斯（Susan Dominus）報導說「兩者之間有驚人的相似之處，讓柯林斯的作品被部落格空間攻擊公然偷竊（《大逃殺》）內容。」，但辯證說「當中有足夠的來源證明兩位作家，很有可能是分開創作故事情節時，碰巧想出了相同的架構」。注意到真人電視的「不毛之地」除了與《大逃殺》相似外，還與他的小說《奔跑的男人》和《長路漫漫》也有相似之處。故事還跟1965年義大利邪典電影《第十个牺牲者》作比較，該片改編自羅伯特·謝克里的1953年短篇小說《第七個受害者》。

## 改編電影
2009年3月，獅門娛樂與尼娜·雅各布森幾週前取得《飢餓遊戲》分銷權的Color Force製作公司簽訂了小說的聯合製作協議。該製片商已經有5年沒有盈利，於是它透過拿走其他製作的預算和賣掉資產來獲得8800萬美元的預算，這是它製作最高預算的電影之一。柯林斯的經紀人傑森·德拉維斯（Jason Dravis）說起「他們（獅門）明明有很多人，但卻是代理打給我們」來幫忙設法得到特許經銷權。柯林斯打算將電影劃分為PG-13等級，於是她與編劇比利·雷和導演蓋瑞·羅斯同時參與小說改編。劇本極度貼近原來小說，而羅斯在它結果的呈現中說他「感覺讓電影十分成功的唯一方法就是完全的主觀性」，回應了柯林斯在小說中使用了第一人稱時態敘事。
20歲女演員珍妮佛·勞倫斯被選為飾演凱妮絲·艾佛丁。雖然勞倫斯在拍攝開始前就比角色年長4歲，但是柯林斯感覺角色需要「一些成熟和力量」，並說她比起年輕演員更青睞較年長的。她補充說，勞倫斯是「唯一一個（演員）能喚起我在書中所創作的角色」，以及她擁有「所有需要飾演凱妮絲的必要特性」。小說粉絲勞倫斯花3天去吸收角色，并在先前被製作的規模给嚇到。和連恩·漢斯沃之後分别以角色比德和蓋爾加入劇組。籌拍事項於2011年春季後旬開始，而電影於2012年3月23日上映。它在北美以首週週末票房1億5250萬美元，打破非續集電影紀錄。改編自這個系列第二本小說的電影於2013年11月22日上映。

## 外部鏈接
- 苏珊·柯林斯官方網站（页面存档备份，存于）
- 學樂官方網站 （页面存档备份，存于）